# Episodi di Colombo (seconda stagione)
La seconda stagione della serie televisiva Colombo, composta da 8 episodi, è stata trasmessa sul canale statunitense NBC dal 17 settembre 1972 al 25 marzo 1973
In Italia è stata trasmessa in chiaro sulle reti Rai 2 e Rete 4 dal 31 agosto 1977 al 27 maggio 1987.
| nº | Titolo originale           | Titolo italiano              | Prima TV USA      | Prima TV Italia   |
| -- | -------------------------- | ---------------------------- | ----------------- | ----------------- |
| 1  | Étude in Black             | Concerto con delitto         | 17 settembre 1972 | 27 maggio 1987    |
| 2  | The Greenhouse Jungle      | Il terzo proiettile          | 15 ottobre 1972   | 12 settembre 1979 |
| 3  | The Most Crucial Game      | Gioco mortale                | 5 novembre 1972   | 20 luglio 1977    |
| 4  | Dagger of the Mind         | Scacco matto a Scotland Yard | 26 novembre 1972  | 6 maggio 1987     |
| 5  | Requiem for a Falling Star | Il segreto di Nora Chandler  | 21 gennaio 1973   | 31 agosto 1977    |
| 6  | A Stitch in Crime          | Il filo del delitto          | 11 febbraio 1973  | 5 luglio 1978     |
| 7  | The Most Dangerous Match   | L'ultimo scacco matto        | 4 marzo 1973      | 16 agosto 1978    |
| 8  | Double Shock               | Doppio shock                 | 25 marzo 1973     | 4 novembre 1977   |

## Concerto con delitto
- Titolo originale: Étude in Black
- Diretto da: Nicholas Colasanto
- Scritto da: Steven Bochco

### Trama
Alex Benedict, un talentuoso e raffinato direttore d'orchestra, viene ricattato dalla sua amante Jennifer Welles, pianista di talento, che minaccia di dare scandalo per costringerlo a divorziare dall'attuale moglie. Per evitare lo scandalo, Benedict tramortisce l'amante e poi la uccide nella sua abitazione con il gas, facendo passare l'omicidio per un suicidio. Il tenente Colombo riuscirà a rimettere insieme i pezzi del puzzle inchiodando l'assassino per un fiore caduto al colpevole sul luogo del delitto.
- Guest star: John Cassavetes (Alex Benedict), James Olson (Paul Rifkin), Blythe Danner (Janice Benedict), Anjanette Comer (Jennifer Welles), Myrna Loy (Lizzy Fielding), Pat Morita (domestico della casa di Alex Benedict)

## Il terzo proiettile
- Titolo originale: The Greenhouse Jungle
- Diretto da: Boris Sagal
- Scritto da: Jonathan Latimer

### Trama
Il ricco ma debole Tony Goodland, nipote del navigato e cinico Jarvin Goodland e succube di una moglie infedele, di nome Sandra, partecipa al proprio finto rapimento organizzato dallo zio per sbloccare un ingente fondo fiduciario che può essere utilizzato solo in caso di gravi emergenze. I sequestratori incasseranno il riscatto, ma successivamente Tony verrà trovato morto. Qualcosa non quadra e Colombo vuole vederci chiaro.
- Guest star: Ray Milland (Jarvis Goodland), Bob Dishy (Frederic Wilson), Sandra Smith (Cathy Goodland), Bradford Dillman (Tony Goodland)

## Gioco mortale
- Titolo originale: The Most Crucial Game
- Diretto da: Jeremy Kagan
- Scritto da: John T. Dugan

### Trama
Paul Hanlon, manager della squadra di football americano Los Angeles Rockets, vuole diventare un magnate del mondo dello sport, ma Eric Wagner, il proprietario della squadra, non ha le stesse ambizioni. Il cadavere di Eric Wagner viene trovato nella piscina della sua villa e per il tenente Colombo sarà difficile unire i pochi indizi rinvenuti sulla scena del delitto.
- Guest star: Robert Culp (Paul Hanlon), Valerie Harper (Eve Babcock), Dean Stockwell (Eric Wagner), Dean Jagger (Walter Cunnell)

## Scacco matto a Scotland Yard
- Titolo originale: Dagger of the Mind
- Diretto da: Richard Quine
- Scritto da: Jackson Gillis

### Trama
Sir Roger Haversham, un rinomato autore teatrale, si rende conto che la coppia di attori Nicholas Framer e Lillian Stanhope lo ha manipolato per poter ottenere successo grazie alla fama delle sue produzioni teatrali. Decide così di confrontarsi con loro in un faccia a faccia. Il giorno successivo Sir Roger Haversham viene trovato morto nella sua villa, apparentemente a causa di una caduta dalle scale accidentale e allo stesso tempo fatale. Colombo, che si trova a Londra per aggiornarsi sui nuovi metodi di indagine usati da Scotland Yard, non è convinto di questa versione e indaga sulla scena del delitto.
- Guest star: Richard Basehart (Nicholas Framer), Honor Blackman (Lillian Stanhope), John Williams (Sir Roger Haversham), Wilfrid Hyde-White (Tanner)

## Il segreto di Nora Chandler
- Titolo originale: Requiem for a Falling Star
- Diretto da: Richard Quine
- Scritto da: Jackson Gillis

### Trama
L'indagine condotta da Colombo riguarda l'omicidio della segretaria dell'attrice Nora Chandler, una grande diva caduta in disgrazia. Il delitto è un errore della stessa Nora Chandler, intenzionata invece a liquidare Jerry Parks, uno scrittore e giornalista che l'ha importunata e che ha intenzione di pubblicare un libro in cui racconterà i più riposti segreti dell'attrice.
- Guest star: Anne Baxter (Nora Chandler), Frank Converse (Paul Fallon), Pippa Scott (Jean Davis), Mel Ferrer (Jerry Parks)
- Nota. In questo episodio compare, in un cameo nei panni di se stessa, la celebre costumista di Hollywood Edith Head.

## Il filo del delitto
- Titolo originale: A Stitch in Crime
- Diretto da: Hy Averback
- Scritto da: Shirl Hendryx

### Trama
Edmund Hiedeman, un anziano e rinomato dottore, necessita di un intervento al cuore. L'operazione è affidata all'emergente collega Barry Mayfield, con il quale ha portato a termine una nuova scoperta scientifica che Mayfield vorrebbe rendere pubblica immediatamente, al contrario del suo collega, che vorrebbe continuare le ricerche per perfezionarla. Il giorno dell'operazione, l'infermiera Sharon Martin nota qualcosa di strano nel filo da sutura utilizzato da Mayfield e, una volta terminato l'intervento, lo affronta senza paura. Colombo è incaricato di scoprire la verità.
- Guest star: Leonard Nimoy (Barry Mayfield), Will Geer (Edmund Hiedemann), Anne Francis (Sharon Martin), Jared Martin (Harry Alexander)

## L'ultimo scacco matto
- Titolo originale: The Most Dangerous Match
- Diretto da: Edward M. Abroms
- Scritto da: Jackson Gillis

### Trama
Emmett Clayton e Tomlin Dudek, due campioni di scacchi, si incontrano la sera antecedente alla loro sfida ufficiale per il titolo mondiale. Al termine della serata, però, Dudek scompare: le ricerche hanno esito positivo, ma l'uomo è gravemente ferito e viene portato in ospedale. Dopo alcuni giorni di agonia, muore. Gli sviluppi fanno ritenere a Colombo che si sia trattato di omicidio.
- Guest star: Laurence Harvey (Emmett Clayton), Lloyd Bochner (Mazoor Berozski), Jack Kruschen (Tomlin Dudek), Heidi Brühl (Linda Robinson)

## Doppio shock
- Titolo originale: Double Shock
- Diretto da: Robert Butler
- Scritto da: Steven Bochco

### Trama
Clifford Paris, un facoltoso uomo d'affari in procinto di sposare la giovane fidanzata, muore a causa di un attacco di cuore. Il tenente Colombo, dopo aver compiuto alcune indagini, è convinto che Clifford Paris sia stato assassinato. I principali sospettati sono Dexter Paris, presentatore di una rubrica televisiva, e suo fratello gemello Norman, un banchiere, entrambi nipoti del defunto.
- Guest star: Martin Landau (Dexter e Norman Paris), Tim O'Connor (Michael Hatheway), Jeanette Nolan (Signora Peck), Julie Newmar (Lisa Chambers), Paul Stewart (Clifford Paris)